# A1689-zD1

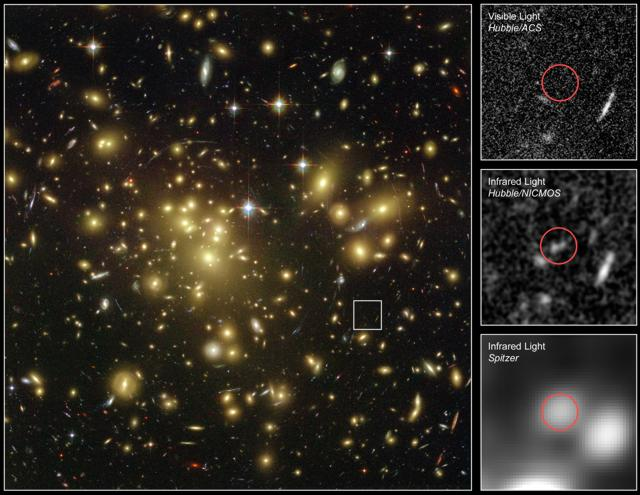
مجموعة مجرات Abell 1689 والمجرة المكتشفة من ضمنهم - الصور لتلسكوب هابل الفضائي في نطاق الضوء المرئي ومقراب سبيتزر الفضائي في نطاق الأشعة تحت الحمراء

A1689-zD1 هي مجرة من أبعد المجرات المعروفة لدينا، ويدخل في أسمها حرف A نسبة إلى قائمة أجرام العالم الفلكي «آبل» Abell مصحوبا برقمها. يبلغ الانزياح الأحمر لتلك المجرة z = ~7.6 الذي يجعلها واحدة من أبعد الأجرام الكونية عنا التي نعرفها. وقد تم اكتشافها بواسطة تلسكوب هابل الفضائي ونشر نبأ العثور عليها في فبراير 2008. رصدت المجرة A1689-zD1 في اتجاه كوكبة العذراء.

## تكوينها
نشأت
A1689-zD1 بعد نحو 700 مليون سنة بعد الانفجار العظيم في العصر المسمى «العصر المظلم» للكون. وطبقا للنظرية المتفق عليها من معظم العلماء بدأ «العصر المظلم» للكون نحو 400.000 سنة بعد نشأة الكون. وبسبب تضخم الكون النشأ وتمدده السريع بدأت درجة حرارته تنحفض وتكونت سحابات من الهيدروجين البارد، كانت كضباب كثيف موزع في كل الكون. وبعد ذلك بدأت نجوم ومجرات تتكون، عمل ضوءها وإشعاعها على تسخين الضباب حولها وانقشاعها بعيدا عنها. ويقدر العلماء بأن العصر المظلم قد دام لفترة مليار سنة، بعهدا انتهى الظلام في الكون وبدأ الضوء يتخذ طريقه في الانتشار.

## اكتشافها
استطاع تلسكوب هابل الفضائي اكتشاف تلك المجرة البعيدة عن طريق رصد تأثير عدسة الجاذبية، ذلك التأثير الشيء عن قوة الجاذبية التي تعمل على انحناء المكان كما تصفه النظرية النسبية العامة لأينشتاين. يبعد تجمع المجرات Abell 1689 نحو 2و2 مليار سنة ضوئية عنا، ويقوم بانحناء الضوء الصادر من الأجرام السماوية الموجودة خلفه بقوة جاذبيته، فتعمل جاذبيته كعدسة مضخمة طبيعية. بهذه العدسة الطبيعية المعتمدة على تأثير الجاذبية تمكن تلسكوب هابل الفضائي اكتشاف تلك المجرة البدائية التي تكونت بعد نحو 600 مليون سنة بعد الإنفجار العظيم. كما قام مقراب سبيتزر الفضائي الذي يسجل الأشعة تحت الحمراء القادمة من الأجرام السماوية، قام بتسجيل الاشعة تحت الحمراء الآتية من المجرة A1689-zD1 وهي تشير إلى وجود عدد كبير من النجوم الناشئة في تلك المجرة الوليدة. المجرة A1689-zD1 أصغر كثيرا من مجرتنا درب التبانة.
يعتقد العلماء أن مجرات ذلك العصر السحيق التي نشأت بعد الانفجار العظيم كانت صغيرة، ولكنها كانت تندمج مع بعضها البعض تحت تأثير جاذبيتها مشكلة بذلك مجرات أكبر. ونحن في أيامنا هذه نشاهد تصادم المجرات في أنحاء عديدة في الكون (أنظر مجرتي الفئران).